# J.M. and Birdie Nix House
La J.M. and Birdie Nix House est une maison américaine située à San Antonio, au Texas. Construite en 1899, elle relève du district historique de King William, lequel est inscrit au Registre national des lieux historiques depuis le 20 janvier 1972. Elle fait par ailleurs partie des Recorded Texas Historic Landmarks depuis 2006.